# Liste des vénérables reconnus par Benoît XVI
Un futur « saint » de l'Église catholique commence par être déclaré « vénérable » puis « bienheureux ». Une enquête sur sa vie est menée pour savoir s'il a pratiqué les vertus chrétiennes à un degré « héroïque ». Dans la procédure de béatification et de canonisation, la reconnaissance de l'« héroïcité des vertus » ou, selon le cas, du martyr est la première étape majeure. La personnalité ainsi reconnue devient « vénérable » pour l'Église catholique. 
Durant son pontificat, le pape Benoît XVI a déclaré vénérables 181 baptisés, parmi lesquels 54 ont depuis été proclamés bienheureux, auxquels s'ajoute 4 saints.

## 2005
19 décembre 2005
- Carlo Bescapè (1550–1615), prélat barnabite italien.
- Isabelle de Rosis (1842–1911), religieuse italienne, fondatrice des Sœurs réparatrices du Sacré Cœur.
- Eustache Kugler (1867–1946), religieux allemand de l'ordre hospitalier de Saint-Jean-de-Dieu. Béatifié en 2009.
- Josefa Segovia Morón (1891–1957), religieuse et éducatrice espagnole.
- Maxime Rinaldi (1869–1941), prélat scalabrinien italien.
- Paul Josef Nardini (1821–1862), prêtre allemand, fondateur des pauvres franciscaines de la Sainte-Famille. Béatifié en 2006.

## 2006
28 avril 2006
- Catherine Coromina i Agustí (1824–1893), religieuse espagnole, fondatrice des sœurs joséphites de la charité.
- Ciriaco María Sancha y Hervás (1833–1909), cardinal espagnol fondateur des sœurs de la charité. Béatifié en 2009.
- Dolores Márquez Romero (es) (1817–1904), espagnole, fondatrice des sœurs Philippiennes de Notre Dame des Douleurs.
- Espérance González i Puig (ca) (1823–1885), espagnole, fondatrice des sœurs missionnaires servantes du Cœur Immaculé de Marie.
- Joséphine Nicoli (1863–1924), religieuse italienne fille de la Charité. Béatifiée en 2008
- Vincente Marie Poloni (1802–1855), religieuse italienne, fondatrice de sœurs de la Miséricorde de Vérone. Béatifiée en 2008 et canonisée en 2025.
- Rosa Flesch (1826–1906), allemande, fondatrice des Franciscaines de la Vierge des Anges. Béatifiée en 2008
- Marie Mathilde Bucchi (1812–1882), italienne, fondatrice des sœurs du Précieux Sang.

26 juin 2006
- Antoine Rosmini (1797–1855), prêtre et philosophe italien, fondateur de l'Institut de la Charité. Béatifié en 2007
- François Pianzola (1881–1943), italien, fondateur des Sœurs missionnaires de l'Immaculée Reine de la Paix. Béatifié en 2008.
- Jérôme Jaegen (1841–1919), laïc allemand.
- Louise-Marguerite Claret de la Touche (1868–1915), visitandine française, fondatrice des sœurs de Béthanie du Sacré-Cœur.
- Marc Morelli (1834–1912), prêtre italien, fondateur des servantes du Sacré-Cœur de Jésus Agonisant.
- Regina Lete Landa (1913–1941), religieuse espagnole de l'Ordre de Notre-Dame-de-la-Merci.
- Wanda Malczewska (1822–1896), laïque polonaise.

15 novembre 2006
- Marguerite Occhiena (1788–1856), laïque italienne, mère de saint Jean Bosco.

16 décembre 2006
- José Olallo (1820–1889), religieux hospitalier cubain. Béatifié en 2008.
- Istvàn Kaszap (1916–1935), séminariste jésuite hongrois.
- Mamerto Esquiú (1826–1883), évêque franciscain argentin. Béatifié en 2021
- Salvatore Micalizzi (1856–1937), prêtre lazariste italien.

## 2007
1er juin 2007
- Jean-Joseph Lataste (1832–1869), prêtre dominicain français, fondateur des sœurs dominicaines de Béthanie. Béatifié en 2012
- Armida Barelli (1882–1952), italienne, cofondatrice de l'institut séculier des missionnaires de la Royauté du Christ. Béatifiée en 2022.
- Cleonilde Guerra (1922–1949), jeune laïque italienne.
- Marie Fidèle Weiss (1882–1923), religieuse franciscaine allemande.
- Francesco Maria Perez (1861–1937), religieux italien membre des pauvres serviteurs de la Divine Providence.
- Giovanni Battista Arista (1863–1920), prélat oratorien italien.
- Marie-Catherine de l'Enfant-Jésus (1867–1931), religieuse bénédictine italienne, prieure de Ronco di Ghiffa.

6 juillet 2007
- Émilie Schneider (de) (1820–1859), religieuse allemande, professe des filles de la Croix.
- Santina di Gesù Scribano (1917–1968), italienne, professe des sœurs du Sacré Cœur de Raguse.
- Hildegarde Burjan (1883–1933), autrichienne fondatrice des sœurs de la charité sociale. Béatifiée en 2012.
- Ignacia del Espíritu Santo (1663–1748), religieuse philippine, fondatrice des religieuses de la Vierge Marie.
- Jérôme Le Royer de La Dauversière (1597–1659), laïc français, fondateur des religieuses Hospitalières de Saint-Joseph.
- Léopoldine Naudet (1773–1834), religieuse italienne, fondatrice des sœurs de la Sainte Famille de Vérone. Béatifiée en 2017.
- Luca Passi (1789–1866), prêtre italien, fondateur des sœurs maîtresses de sainte Dorothée. Béatifié en 2013.
- Marcantonio Barbarigo (1640–1706), cardinal italien, fondateur des Augustines du Divin Amour.

17 décembre 2007
- Ana Marija Marović (1815–1887), religieuse italienne.
- Stéphane Nehmé (1889–1938), religieux maronite libanais. Béatifié en 2010
- Antonietta Meo (1930–1937), jeune laïque italienne.
- Francesco Mottola (1901–1969), prêtre italien, fondateur de l'institut séculier des Oblats du Sacré-Cœur. Béatifié en 2021.
- Manuel Lozano Garrido (1920–1971), laïc espagnol. Béatifié en 2010.
- Maria Pierina De Micheli (1890–1945), religieuse italienne des Filles de l'Immaculée Conception. Béatifiée en 2010.
- Raphaël Louis Rafiringa (1856–1919), frère des écoles chrétiennes malgache. Béatifié en 2009.
- Serafino Morazzone (1747–1822), prêtre italien. Béatifié en 2011.

## 2008
15 mars 2008
- Tarsilla Osti (1895–1958), italienne membre des sœurs missionnaires des Sacré Cœurs de Jésus et Marie
- Aurelio Bacciarini (1873–1935), prélat guanellien suisse.
- Clemente Vismara (1897–1988), prêtre de l'Institut pontifical pour les missions étrangères. Béatifié en 2011.
- Gemma Giannini (1884–1971), religieuse italienne, fondatrice des sœurs de Sainte Gemma Galgani
- Giocondo Pio Lorgna (1870–1928), prêtre dominicain italien, fondateur des dominicaines de la bienheureuse Imelda
- Joaquim Alves Brás (1889–1966), prêtre portugais, fondateur de la Institut Séculier des Coopérateurs de la Famille.
- Léopold d'Alpandeire (1866–1956), capucin espagnol. Béatifié en 2010
- Luigia Mazzotta (1900–1922), laïque italienne.
- Margalida Amengual i Campaner (1888–1919), laïque espagnole.
- Michel-Ange de Marigliano (1812–1886), franciscain italien.
- Michael J. McGivney (1852–1890), prêtre américain, fondateur de l'organisation des chevaliers de Colomb. Béatifié en 2020
- Marian de Turin (1906–1972), prêtre capucin italien.
- Séraphin de Pietrarubbia (1875–1960), capucin italien.
- François de la Passion (1910–1974), prêtre passionniste italien.

3 juillet 2008
- Étienne Douaihy (1630–1704), prélat libanais, patriarche d'Antioche des maronites. Béatifié en 2024
- Chiara Badano (1971–1990), jeune laïque du mouvement des Focolari. Béatifiée en 2010
- Bernardin de Portogruaro (1630–1704), prélat franciscain italien.
- André Hibernon (1880–1969), frère des écoles chrétiennes espagnol.
- Giuseppe Di Donna (1901–1952), prélat trinitaire italien.
- Barbara Maix (1818–1873), religieuse brésilienne, fondatrice des sœurs du Cœur Immaculé de Marie. Béatifiée en 2010
- Pius Keller (1825–1904), prêtre augustin allemand.

12 novembre 2008
- Maria Troncatti (1883–1969), religieuse italienne, membre des filles de Marie-Auxiliatrice. Béatifiée en 2012 et canonisée en 2025

6 décembre 2008
- Hyacinthe Bianchi (it) (1835–1914), prêtre italien, fondateur des filles missionnaires de Marie.
- Jan van den Boer (1841–1917), religieux néerlandais.
- Marie Claire de l'Enfant Jésus (1843–1899), portugaise, fondatrice des franciscaines hospitalières de l'Immaculée Conception. Béatifiée en 2011

22 décembre 2008
- Joseph Tous y Soler (1811–1871), prêtre capucin espagnol, fondateur des capucines de la Mère du Divin Pasteur. Béatifié en 2010

## 2009
17 janvier 2009
- Carolina Beltrami (1869–1932), religieuse italienne, fondatrice de l'Institut des Sœurs Immaculatine d'Alessandria.
- Juan de Palafox y Mendoza (1600–1659), prélat espagnol, vice-président de la Nouvelle-Espagne. Béatifié en 2011
- Lliberada Ferrarons i Vives (ca) (1803–1842), laïque carmélite espagnole.
- Marie de l'Immaculée de la Croix (1926–1998), religieuse espagnole. Béatifiée en 2011 et canonisée en 2015
- Robert Spiske (1821–1888), prêtre polonais, fondateur des sœurs de sainte Edwige.

3 avril 2009
- Benoîte Rencurel (1647–1718), laïque française et voyante des apparitions de la Vierge au Laus
- Teresita de l'Enfant-Jésus (1904–1954), religieuse dominicaine espagnole.
- Franz-Josef Rudigier (1811–1884), prélat autrichien.
- Giacomo Gaglione (1896–1962), laïc et militant catholique italien.
- Innocent de Caltagirone (1589–1655), prêtre capucin italien.
- Irmã Dulce (1914–1992), religieuse brésilienne  missionnaires de l'Immaculée Conception. Béatifiée en 2011 et canonisée en 2019
- María Inés Teresa Arias Espinosa (1904–1981), religieuse mexicaine. Béatifiée en 2012
- Marie de La Ferre (1590–1652), religieuse hospitalière française.
- Johann Evangelist Wagner (1807–1886), prêtre allemand.
- Thérèse de la Croix Candamo (1875–1953), religieuse péruvienne, fondatrice des chanoinesses de la Croix.

3 juillet 2009
- Anne Marie Janer i Anglarill (1800–1885), religieuse espagnole, fondatrice des  sœurs de la Sainte Famille d'Urgell. Béatifiée en 2011
- Marie-Séraphine du Sacré-Cœur (1849–1911), religieuse italienne, fondatrice des sœurs des Anges. Béatifiée en 2012
- Engelmar Unzeitig (1911–1945), prêtre allemand, martyr et confesseur de la Foi sous le Troisième Reich. Béatifié en 2016
- Thérèse Manganiello (1849–1876), laïque italienne du tiers-ordre franciscain. Béatifiée en 2010

19 décembre 2009
- Jean-Paul II (1920–2005), Pape. Béatifié en 2011 et canonisé en 2014
- Pie XII (1876-1958), Pape
- Antoinette Marie Verna (1773–1838), italienne, fondatrice des sœurs de la charité de l'Immaculée Conception d'Ivrée. Béatifiée en 2011
- Enrichetta Alfieri (1891–1951), religieuse italienne. Béatifiée en 2011
- Francesca Farolfi (1853–1917), religieuse italienne, fondatrice des clarisses franciscaines missionnaires du Saint Sacrement
- Giunio Tinarelli (1912–1956), laïc italien.
- Giuseppe Quadrio (1921–1963), prêtre italien de la Société Salésienne de Saint Jean Bosco.
- Jakov Varingez (1400–1496), laïc croate, membre du Tiers ordre franciscain.
- Louis Brisson (1817–1908), prêtre français, fondateur des oblates et oblats de Saint François de Sales. Béatifié en 2012
- Mary Ward (1585–1645), religieuse britannique, fondatrice de la congregatio Jesu.

## 2010
27 mars 2010
- Marie-Françoise de la Croix (1844–1911), religieuse allemande, fondatrice des sœurs de la Mère des Douleurs.
- François Antoine Marcucci (1717–1798), prélat italien, fondateur des pieuses ouvrières de l’Immaculée Conception.
- Henriette DeLille (1813–1862), religieuse franco-américaine, fondatrice des sœurs de la Sainte Famille de la Nouvelle-Orléans.
- Luigi Novarese (1914–1984), prêtre italien, fondateur de plusieurs associations de malade. Béatifié en 2013
- Janez Frančišek Gnidovec (1873–1939), prélat slovène.
- Maria Felicia de Jésus Sacrement (1925–1959), religieuse carmélite paraguayenne.Béatifiée en 2018
- Marie-Thérèse Bonzel (1830–1905), allemande, fondatrice des franciscaines de l'Adoration Perpétuelle. Béatifiée en 2013

1er juillet 2010
- Basilio Martinelli (1872–1962), frère des écoles chrétiennes italien.
- Marie-Louise Prosperi (1799–1847), religieuse bénédictine italienne. Béatifiée en 2012
- Marie-Plautille Cavallo (1913–1947), italienne membre des petites sœurs missionnaires de la charité.
- Maria Teresa Albarracín Pascual (1927–1946) espagnole membre des sœurs clarétines.
- Maria Kaupas (1880–1940), religieuse lituanienne, fondatrice des sœurs de Saint Casimir.
- María Antonia de Paz y Figueroa (1730–1799), religieuse argentine, fondatrice des filles du Divin Sauveur. Béatifiée en 2016 et canonisée en 2024

10 décembre 2010
- Antonio Palladino (1881–1926), italien fondateur des dominicaines du Saint Sacrement.
- Marie Élise Andreoli (1861–1935), religieuse italienne, fondatrice des servantes de Marie Réparatrices.
- Marie du Pilier du Sacré-Cœur (1881–1966), espagnole membre des filles de Marie des écoles pies.
- Béchara Abou Mrad (1853–1930), prêtre melkite libanais.

## 2011
14 janvier 2011
- Antonio Franco (1585–1626), prélat italien. Béatifié en 2013
- Faustino Pérez-Manglano (1946–1963), jeune laïc espagnol, membre de la Famille marianiste.
- Nhá Chica (1810–1895), brésilienne. Béatifiée en 2013
- François-Marie de la Croix (1848–1918), prêtre allemand, fondateur des salvatoriens et des salvatoriennes. Béatifié en 2021.
- Nelson Baker (1842–1936), prêtre américain, apôtre de la charité.

2 avril 2011
- Théophane-Léon Chatillon (1871–1929), frère des écoles chrétiennes canadien.
- Bernhard Lehner (1930–1944), jeune laïc allemand.
- Irene Stefani (1891–1930), religieuse des sœurs missionnaires de la Consolata. Béatifiée en 2015
- Marie Dolores Inglese (1866–1928), religieuse italienne des servantes de Marie Réparatrices.
- Thomas Kurialacherry (1873–1925), prélat syro-malabare indien.
- Marie-Claire de Sainte-Thérèse-de-l'Enfant-Jésus (1909–1948), religieuse clarisse italienne.

27 juin 2011
- Giovanni Marinoni (1490–1562), prêtre théatin italien.
- José María García Lahiguera (1903–1989), prélat espagnol, fondateur des oblates du Christ Prêtre.
- Laura Meozzi (1873–1951), fille de Marie-Auxiliatrice.
- Luigia Tincani (1889–1976), italienne, fondatrice des sœurs de l'union de sainte Catherine de Sienne des missionnaires des écoles
- Matthew Kadalikattil (1872–1935), prêtre indien, fondateur des sœurs de la congrégation du Sacré-Cœur.
- Raffaele Dimiccoli (1887–1956), prêtre italien.
- Maria Giuseppina Benvenuti (1845–1926), clarisse soudanaise.
- Zofia Czeska (1584–1650), polonaise, fondatrice des vierges de la Présentation de la Bienheureuse Vierge Marie Béatifiée en 2013

19 décembre 2011
- Assunta Marchetti (1871–1948), italienne, cofondatrice des sœurs missionnaires de saint Charles Borromée. Béatifiée en 2014
- Donato Giannotti (1828–1914), prêtre italien, fondateur des servantes de l'Immaculée.
- Alphonse-Marie Eppinger (1814–1867), religieuse française, fondatrice des sœurs du Très Saint Sauveur. Béatifiée en 2018
- Lucja Szewczyk (1828–1905), religieuse ukrainienne, fondatrice des Franciscaines de Notre-Dame des Douleurs Béatifiée en 2013
- Marie-Julie Ritz (1882–1966), religieuse allemande.
- Marianna Amico Roxas (1883–1947), laïque italienne, fondatrice de l'Institut séculier de la Compagnie de Sainte-Ursule de Caltanissetta.
- Marie-Eugène de l'Enfant-Jésus (1894–1967), religieux carmélite français, fondateur de l'Institut Notre-Dame de Vie. Béatifiée en 2016

## 2012
14 mars 2012
- Félix Varela (1788–1853), prêtre cubain.

10 mai 2012
- Baltasár Pardal Vidal (1886–1963), prêtre espagnol, fondateur de l'Institut séculier des Filles de la Nativité de Marie.
- Émilie Engel (1893–1955), professe de l'Institut Séculier des Sœurs de Marie de Schönstatt.
- Frederic Baraga (1797–1868), prélat austro-américain.
- Jacques Sevin (1882–1951), prêtre jésuite français, principal cofondateur du scoutisme catholique.
- María Josefa Recio (1846–1883), espagnole, fondatrice des sœurs hospitalières du Sacré-Cœur de Jésus.
- Maria Bolognesi (1924–1980), laïque et mystique italienne. Béatifiée en 2013.
- François de Paule Victor (1827–1905), prêtre brésilien, apôtre de la charité. Béatifié en 2015
- Pascal Uva (1883–1955), prêtre italien, fondateur des servantes de la Divine Providence.
- Rachelina Ambrosini (1925–1941), jeune laïque italienne.
- Raffaello Delle Nocche (1877–1960), prélat italien, fondateur des sœurs disciples de Jésus Eucharistie.
- Marie-Thérèse Demjanovich (1901–1927), américaine membre des sœurs de la charité de Sainte-Élisabeth. Béatifiée en 2014.

28 juin 2012
- Álvaro del Portillo (1914–1994), prélat espagnol de l'Opus dei. Béatifié en 2014.
- Bogner Etelka (1905–1933), professe visitandine serbe.
- Cristobal Fernandez de Vallodolid (1638–1690), fondateur des franciscaines Hospitalières de Jésus le Nazaréen. Béatifié en 2013
- Fernanda Riva (1920–1956), fille de la Charité italienne.
- Fulton Sheen (1895–1979), prélat américain, premier « télévangéliste »
- Louis Tijssen (1865–1929), prêtre néerlandais.
- Marie-Josephte Fitzbach (1806–1885), veuve québécoise, fondatrice des servantes du Cœur Immaculé de Marie.
- Marie Angeline Thérèse McCrory (1893–1984), britannique, fondatrice des sœurs Carmélites pour les personnes âgées et infirmes.
- Sisto Riario Sforza (1810–1877), cardinal italien, archevêque de Naples.

20 décembre 2012
- Paul VI (1897-1978), Pape. Béatifié en 2014 et canonisé en 2018
- Claudia Russo (1889–1964), italienne, fondatrice des pauvres filles de la Visitation de Marie
- Francesco Saverio Petagna (1812–1878), prélat italien, fondateur des sœurs des Sacrés-Cœurs de Jésus et de Marie de Castellammare.
- Giovannina Franchi (1807–1872), religieuse italienne, fondatrice des sœurs Hospitalières de Notre Dame des Douleurs. Béatifiée en 2014
- Joaquina Barceló Pagès (1857–1940), espagnole, fondatrice des augustines de Notre Dame de la Consolation
- Jean Bonal (1769–1829), prélat espagnol, fondateur des sœurs de la charité de sainte Anne.
- Louis-Marie Baudouin (1765–1835), prêtre français, fondateur des fils de Marie-Immaculée et des Ursulines de Jésus.
- Ludwika Szczęsna (1863–1916) polonaise, cofondatrice des servantes du Sacré Cœur de Jésus de Cracovie. Béatifiée en 2015
- Marcelina de San José (1874–1959), religieuse vénézuélienne, fondatrice des petites sœurs des pauvres de saint Pierre Claver.
- María Francisca de las Llagas Cornejo (1874-1964), équatorienne, fondatrice des franciscaines missionnaires de l'Immaculée.